# 火星を扱った作品一覧
火星を扱った作品一覧は、火星が関連する作品の一覧である。

## 音楽
- 管弦楽組曲『惑星』の第1曲「火星、戦争をもたらす者」（ホルスト）
- Back from Mars（AQUA）
- Life On Mars?（デヴィッド・ボウイ）
- Ziggy Stardust（デヴィッド・ボウイ）
- MARS (Gackt)
- 火星のサーカス団（南佳孝）
- 火星水路（遊佐未森） (1999年）
- 火星のメランコリィ（外間隆史） (1999年）
- 火星のコトリ（外間隆史） (2003年）

## 小説
- 両惑星物語（英語版）（クルト・ラスヴィッツ）（1897年）
- 宇宙戦争（H・G・ウェルズ）（1898年）
- エジソンの火星征服（ギャレット・P・サービス）（1898年）
- ラルフ124C41+（ヒューゴー・ガーンズバック）（1911年）
- 空中征服（賀川豊彦）（1922年）
- 火星にいった地球人（英語版）（アレクセイ・ニコラエヴィッチ・トルストイ）（1923年）
- 火星シリーズ（『火星のプリンセス』他）（エドガー・ライス・バローズ）（1917年 - 1943年）
- ヨー・ヴォムビスの地下墓地（クラーク・アシュトン・スミス）（1932年）
- シャンブロウ（C・L・ムーア）（1933年）
- 火星のオデッセイ（スタンリイ・G・ワインボウム）（1934年）
- ヴルトゥーム（クラーク・アシュトン・スミス）（1935年）
- 沈黙の惑星より（C・S・ルイス）（1938年）
- 火星ノンストップ（ジャック・ウィリアムスン）（1939年）
- 火星兵団（海野十三）（1939年）
- スラン（A・E・ヴァン・ヴォークト）（1940年）
- レッド・プラネット（英語版）（ロバート・A・ハインライン）（1949年）
- 火星年代記（レイ・ブラッドベリ）（1950年）
- 栄光の星のもとに（英語版）（ロバート・A・ハインライン）（1951年）
- 火星の砂（英語版）（アーサー・C・クラーク）（1951年）
- 火星人の方法（アイザック・アシモフ）（1952年）
- 二十一世紀人（小松崎茂）（1953年 - 1954年）
- 宇宙人フライデイ（英語版）（レックス・ゴードン（英語版））（1956年）
- ダブル・スター（旧訳題『太陽系帝国の危機』/ロバート・A・ハインライン）（1956年）
- オムニリンガル（英語版）（H・ビーム・パイパー）（1957年）
- タイタンの妖女（カート・ヴォネガット）（1959年）
- 処刑（星新一）（1959年）
- 光の塔（今日泊亜蘭）（1961年 - 1962年）
- 異星の客（ロバート・A・ハインライン）（1961年）
- 火星のタイム・スリップ（英語版）（フィリップ・K・ディック）（1964年）
- パーマー・エルドリッヂの三つの聖痕（英語版）（フィリップ・K・ディック）（1964年）
- ノウンスペース・シリーズ
  - 並行進化（ラリイ・ニーヴン）（1966年）
  - 英雄たちの死（ラリイ・ニーヴン）（1966年）
- 人間そっくり（安部公房）（1967年）
- 神狩り（山田正紀）（1974年）
- 火星の王たちの館にて（ジョン・ヴァーリイ）（1976年）
- マン・プラス（英語版）（フレデリック・ポール）（1976年）
- マーシャン・インカ（イアン・ワトスン）（1977年）
- もし星が神ならば（英語版）（グレゴリイ・ベンフォード／ゴードン・エクランド（英語版））（1977年）
- ビッグ・ウォーズ（荒巻義雄）（1978年 - ）
- 反在士の鏡（川又千秋）（1978年 - ）
- ファー・コール（ゴードン・R・ディクスン）（1978年）
- 星へ行く船（新井素子）（1981年 - 1994年）
- 敵は海賊（神林長平）（1981年 - ）
- 火星三部作（神林長平）
  - あなたの魂に安らぎあれ（1983年）
  - 帝王の殻（1990年）
  - 膚の下（2004年）
- 工作者／機械主義者シリーズ（ブルース・スターリング）
  - 蝉の女王（1983年）
  - 火星の神の庭（1984年）
  - スキズマトリックス（英語版）（1985年）
- 時が新しかったころ（ロバート・F・ヤング）（1983年）
- 火星人先史（川又千秋）（1984年）
- 幻詩狩り（川又千秋）（1984年）
- 火星鉄道一九（谷甲州）（1986年）
- 火星甲殻団（川又千秋）（1987年）
- 機動戦士Oガンダム（霜月たかなか）（1987年 - 1988年）
- いさましいちびのトースター火星へ行く（トーマス・M・ディッシュ）（1988年）
- 火星夜想曲（英語版）（イアン・マクドナルド）（1988年）
- 極冠コンビナート（谷甲州）（1988年）（『星を創る者たち』（2014年）所収）
- 火星甲殻団・ワイルドマシン（川又千秋）（1989年）
- 2004年 火星への旅（マイケル・コリンズ）（1990年）
- 赤い惑星への航海（テリー・ビッスン）（1990年）
- 火星の虹（ロバート・L・フォワード）（1991年）
- 昔、火星があった場所（北野勇作）（1992年）
- 火星三部作（英語版）（キム・スタンリー・ロビンソン）
  - レッド・マーズ（1992年）
  - グリーン・マーズ（1993年）
  - ブルー・マーズ（1996年）
- 火星転移（英語版）（グレッグ・ベア）（1993年）
- クリスタルサイレンス（藤崎慎吾）（1999年）
- 火星縦断（英語版）（ジェフリー・A・ランディス）（2001年）
- 火星の遺跡（ジェイムズ・P・ホーガン）（2001年）
- リバーズ・エンド（橋本紡）（2001年 - 2004年）
- マーズアタック・ガール!（伊吹秀明）（2002年）
- イリアム（英語版）（ダン・シモンズ）（2003年）
- 火星ダーク・バラード（上田早夕里）（2003年）
- 時間封鎖（英語版）（ロバート・チャールズ・ウィルスン）（2005年）
- 太陽の盾（英語版）（アーサー・C・クラーク／スティーヴン・バクスター）（2005年）
- オリュンポス（英語版）（ダン・シモンズ）（2005年）
- 火星の挽歌（英語版）（アーサー・C・クラーク／スティーヴン・バクスター）（2007年）
- ドーン（平野啓一郎）（2009年）
- モマの火星探検記（毛利衛）（2009年）
- 量子怪盗（英語版）（ハンヌ・ライアニエミ）（2010年）
- クリュセの魚（東浩紀）（2013年）
- 火星の人（アンディ・ウィアー）（2014年）
- オリンポスの郵便ポスト（藻野多摩夫）（2017年）
- ここから先は何もない（山田正紀）（2017年）
- 火星へ（英語版）（メアリ・ロビネット・コワル）（2018年）
- 先をゆくもの達（神林長平）（2019年）
- 宇宙年代記（光瀬龍）

## 映画
- 火星旅行 Himmelskibet（1918年）
- 火星旅行 Ein Tag auf dem Mars（1921年）
- アエリータ Аэли́та（1924年）
- 恐怖の火星探検 It! The Terror from Beyond Space （1958年）
- サンダーバード Thunderbirds Are GO （1966年）
- カプリコン・1 Capricorn One （1977年）
- マック MAC and Me （1988年）
- トータル・リコール Total Recall （1990年）
- ウルトラマンG 劇場版 （1990年）
- マーズ・アタック! Mars Attacks! （1996年）
- スピーシーズ2 Species II（1998年）
- ミッション・トゥ・マーズ Mission to Mars （2000年）
- レッドプラネット Red Planet （2000年）
- ゴースト・オブ・マーズ Ghosts of Mars（2001年）
- 惑星大怪獣ネガドン（2005年）
- ドゥーム Doom（2006年）
- 新・宇宙戦争（英語版） War of the Worlds 2: The Next Wave  (2008年)
- 少年マイロの火星冒険記3D Mars Needs Moms（2011年）
- ジョン・カーター John Carter （2012年）
- ラスト・デイズ・オン・マーズ The Last Days on Mars （2013年）
- オデッセイ The Martian（2015年）
- キミとボクの距離 The Space Between Us（2017年）
- ライフ Life（2017年）
- アド・アストラ Ad Astra（2019年）
- ミッション・マンガル 崖っぷちチームの火星打上げ計画 Mission Mangal （2019年）

## テレビドラマ
- ドクター・フー（1963年 - 現在）
  - 火星のピラミッド（1975年）
  - クリスマスの侵略者（2005年）
  - 火星の水（2009年）
  - 火星の女王（2017年）
- キャプテン・スカーレット Captain Scarlet and the Mysterons （1967年 - 1968年）
- 第3の選択 Alternative 3 （1977年）
- ウルトラマンG Ultraman: Towards the Future（1991年 - 1992年）
- ウルトラマンダイナ （1997年 - 1998年）
- 仮面ライダービルド (2017年 - 2018年) - キーアイテムとなる「パンドラボックス」が発見された地。

## 漫画
- 火星探検（大城のぼる）（1940年）
- キャプテンKen（手塚治虫）（1960年 - 1961年）
- 21エモン（藤子・F・不二雄）（1968年 - 1969年）
- 地球ナンバーV-7（横山光輝）（1968年 -  1969年）
- ハロー宇宙人（ドラえもんてんとう虫コミックス版第13巻）（藤子・F・不二雄）（1976年）
- コブラ（寺沢武一）（1978年 - ） - 古代高度文明の存在していた星として、劇中のアイテムや舞台等に数回関与している。
- スター・レッド（萩尾望都）（1978年 - 1979年）
- 世界樹（星野之宣）（1981年）
- Ｘ＋Ｙ（萩尾望都）（1984年）
- 火星に捧げるデュエット（筒井百々子）（1986年）
- ウォッチメン（ライター：アラン・ムーア、アーティスト：デイブ・ギボンズ（英語版））（1986年 - 1987年）
- 機動戦士ガンダムF90（サイバーコミックス版）（中原れい）（1990年 - 1991年）
- マジン・サーガ（永井豪）（1990年 - ）
- 銃夢（木城ゆきと）（1991年 - 1995年） - 主人公ガリィの故郷。
- ゲッターロボ號（永井豪・石川賢）（1991年 - 1993年） - 漫画版における真ゲッターロボの最後の到達先。
- 宇宙課々付エヴァ・レディ（御米椎）（1992年 - 1995年）
- 戦え!軍人くん（吉田戦車）（1989年）
- 火星田マチ子（吉田戦車）（1993年）
- プラネテス（幸村誠）（1999年 - 2004年）
- 度胸星（山田芳裕）（2000年 - 2001年）
- AQUA、ARIA（天野こずえ）（2001年 - 2008年）
- バルバラ異界（萩尾望都）（2002年 - 2005年）
- 魔法先生ネギま!（赤松健）（2003年 - 2012年）
- BIOMEGA（弐瓶勉）（2004年 - 2009年）
- 機動戦士ガンダムSEED C.E.73 Δ ASTRAY（ときた洸一）（2006年 - 2007年）
- 双月巫女（アキヨシカズタカ）（2006年 - 2007年）
- 火星のココロ（馬場民雄）（2007年 - ）
- テラフォーマーズ（原作：貴家悠、作画：橘賢一）（2011年 - ）
- A.O.Z Re-Boot ガンダム・インレ-くろうさぎのみた夢-（藤岡建機）（2014年 - ）
- 鉄腕アダム（吾嬬竜孝）（2018年）

## アニメ
- 宇宙戦艦ヤマト（1974年 - 1975年） - 「波動エンジン」の設計図を携えたサーシャが攻撃を受け墜落、埋葬された地。
- 無敵鋼人ダイターン3（1978年 - 1979年）
- 超時空要塞マクロス（1982年 - 1983年）
- 機甲創世記モスピーダ（1984年 - 1985年）
- 蒼き流星SPTレイズナー（1985年 - 1986年）
- 忍者戦士飛影（1985年 - 1986年）
- ガルフォース 地球章（1989年 - 1990年）
- 美少女戦士セーラームーンシリーズ（1992年 - ）
- 機動戦艦ナデシコ（1996年 - 1997年）
- カウボーイビバップ（1998年 - 1999年） - 主人公の1人のスパイク・スピーゲルの出身地。
- ZONE OF THE ENDERS 2167 IDOLO（2001年）
- ZONE OF THE ENDERS Dolores,i（2001年）
- AVENGER（2003年）
- 絢爛舞踏祭 ザ・マーズ・デイブレイク（2004年）
- トップをねらえ2!（2004年 - 2006年）
- ARIAシリーズ（2005年 - 2015年）
- 機動戦士ガンダムAGE（2011年 - 2012年）
- 宇宙戦艦ヤマト2199（2012年） - 次元波動エンジンの核である「波動コア」がイスカンダルからもたらされた地。第1作と2199ではもたらされた基幹技術の要素がやや違うが、イスカンダルとの最初の接点となった地という点は同じ。
- アルドノア・ゼロ（2014年 - 2015年）
- Classroom☆Crisis（2015年）
- 機動戦士ガンダム 鉄血のオルフェンズ（2015年 - 2017年）
- キャロル&チューズデイ（2019年）

## ゲーム
- 宇宙船コスモキャリア（1987年）
- アクロバットミッション（1991年）
- スーパーロボット大戦シリーズ（1991年 - ）
- イメージファイトII（1992年）
- スプリガンmark2 Re-Terraform Project（1992年）
- DOOMシリーズ（1993年 - ）
- ソニックウィングス3（1995年）
- 蒼穹紅蓮隊（1996年）
- 雷弩機兵ガイブレイブ（1997年）
- 火星計画シリーズ（1998年 - 2000年）
- スターソルジャー バニシングアース（1998年）
- プラネットライカ（1999年）
- GUNGHO BRIGADE（2000年）
- アーマード・コア2（2000年）
- 甲脚機甲師団 バイン・パンツァー（2000年）
- マーズマトリックス（2000年）
- ZONE OF THE ENDERS（2001年 - ）
- 電脳戦機バーチャロン マーズ（2003年）
- ボーダーダウン（2003年）
- マブラヴ（2003年）
- 絢爛舞踏祭（2005年）
- マブラヴ オルタネイティブ（2006年）
- レッドファクション:ゲリラ（2009年）
- エヴォリミット（2010年）
- 崩壊3rd(2016年 - )　-日本では2024年2月より配信されたメインストーリー第二部の主な舞台。

## ラジオドラマ
- 宇宙戦争（1938年）
- 火星物語（1994年 - 2000年）

## 関連
- 火星を舞台とした映画一覧